# Olympique Medea
Olympique de Médéa (ar. أولمبي المدية) – algierski klub piłkarski, założony w 1945 roku w Médéi, grający w drugiej, a niegdyś w pierwszej lidze algierskiej.

## Historia
Olympique Médéa powstał w 1945 roku, zaraz po zakończeniu II wojny światowej. Kilka lat później, w 1952 roku, powstała szkółka piłkarska Olympique'u Médéa.
W sezonie 1994/1995 klub zakwalifikował się do finału Pucharu Algierii. 
W 45. minucie Olympique objął prowadzenie 1:0 nad CR Belouizdad Algier po bramce reprezentanta Algierii, Kamela Djahmoune'a. Jednak w drugiej połowie meczu lepsi okazali się piłkarze ze stolicy Algierii, dwukrotnie pokonując bramkarza Médéi. Mimo porażki, Olympique za zdobycie drugiego miejsca w tym oto turnieju, nadal cieszył się zaufaniem fanów tego oto klubu i wielką popularnością w kraju, jak i w całej Afryce. Jak się potem okazało, to był jedyny występ czerwono-biało-niebieskich w krajowym pucharze.
Rok po przegranym finale krajowego pucharu, wystąpili w VII edycji Turnieju Emirates Cup rozgrywanego w stolicy Jordanii, Ammanie. W półfinale zostali wyeliminowani przez marokański klub, późniejszego zdobywcę trofeum, Olympique Khouribga. Po przegranej 1:2 trener algierskiej drużyny zgłosił odejście z klubu, ale jednak po miesiącu klub znalazł nowego trenera.
Po przegranym półfinale PKA, klub nie odniósł już żadnych sukcesów. To czyni klub jednym z najsłabszych klubów w całej historii ligi w Algierii, obok US Biskry, która od początku swego istnienia, czyli od 1934 roku, odniosła jeden sukces – awans do Division 1 w sezonie 2003/2004.

## Sukcesy
- II liga[1]:
  - mistrzostwo (1): 2015/2016.

- Puchar Algierii[2]:
  - finał (1): 1995.

## Stadion
Domowe mecze klub rozgrywa na stadionie o nazwie Stade Imam Lyesl, Al-Madijja. Stadion może pomieścić 12000 widzów.